# Атнинський район
Атнинський район (рос. Атнинский район, тат. Ətnə rayonı, Әтнә районы) — муніципальний район у складі Республіки Татарстан Російської Федерації.
Адміністративний центр — село Велика Атня.

## Адміністративний устрій
До складу району входять 12 сільських поселень:
| Поселення                             | Центр             | Населені пункти |
| ------------------------------------- | ----------------- | --------------- |
| Великоатнинське сільське поселення    | с. Велика Атня    |                 |
| Великоменгерське сільське поселення   | с. Великий Менгер |                 |
| Верхньосердинське сільське поселення  | с. Верхня Серда   |                 |
| Коморгузинське сільське поселення     | с. Коморгузя      |                 |
| Кубянське сільське поселення          | с. Кубянь         |                 |
| Купле-Кіминське сільське поселення    | с. Купле Кімі     |                 |
| Кунгерське сільське поселення         | с. Кунгер         |                 |
| Кшкловське сільське поселення         | с. Кшклово        |                 |
| Нижньоберескинське сільське поселення | с. Нижня Береске  |                 |
| Нижньокуюцьке сільське поселення      | с. Нижній Куюк    |                 |
| Новошашинське сільське поселення      | с. Нові Шаши      |                 |
| Узюмське сільське поселення           | с. Таш-чишма      |                 |